# Passerelle Pierre-Larousse
La Passerelle Pierre-Larousse est un franchissement du canal Saint-Denis à Aubervilliers (Seine-Saint-Denis).
Elle honore le lexicographe français Pierre Larousse (1817-1875).
Inaugurée le 29 juin 2024, cette passerelle dédiée aux piétons, personnes à mobilité réduite et mobilités douces relie le quai Gambetta (rive droite) et le quai Josette et Maurice Audin (rive gauche).
Conçue par les architectes Charles Lavigne et Christophe Chéron, l'investissement soutenu par la Solideo a représenté 5,5 millions d'euros.